# Bảo tàng Piast Đầu tiên ở Lednica
Bảo tàng Piast Đầu tiên ở Lednica (tiếng Ba Lan: Muzeum Pierwszych Piastów na Lednicy) là một bảo tàng tọa lạc tại làng Dziekanowice, xã Łubowo, Ba Lan. Hoạt động của bảo tàng tập trung vào việc triển lãm các di tích của cung điện bằng đá, kiến trúc tôn giáo, và các tòa nhà làm bằng gỗ trong làng, tiêu biểu nhất là di tích của lâu đài Piast đầu tiên, có niên đại vào đầu thời Trung cổ.

## Lịch sử
Bảo tàng bắt đầu mở cửa cho công chúng vào ngày 1 tháng 1 năm 1969. Lúc bấy giờ, Khu Bảo tồn Khảo cổ học ở Ostrów Lednicki được thành lập để bảo vệ di sản Piast của khu vực này, sau đó được đặt tên là Bảo tàng Nguồn gốc của Nhà nước Ba Lan ở Lednica. Từ ngày 1 tháng 1 năm 1975, tên của bảo tàng được đổi thành tên hiện tại.

## Triển lãm
Bảo tàng Piast Đầu tiên ở Lednica là bảo tàng ngoài trời duy nhất ở Ba Lan hội tụ đủ các đặc điểm khảo cổ học, dân tộc học và tự nhiên. Phần quan trọng nhất của triển lãm là những phần còn lại của lâu đài Piast đầu tiên được xây dựng vào khoảng cuối thế kỷ thứ 10, bao gồm cung điện, nhà nguyện, nhà thờ, và một thành lũy phòng thủ bao quanh.